# ساتون فاستر
ساتون فاستر (انگلیسی: Sutton Foster؛ زادهٔ ۱۸ مارس ۱۹۷۵) یک هنرپیشه، و خواننده اهل ایالات متحده آمریکا است.

## گزیده فیلمشناسی
از فیلم‌ها یا برنامه‌های تلویزیونی که وی در آن نقش داشته‌است می‌توان به آثار زیر اشاره کرد.
- عصبانی‌ترین مرد در بروکلین (۲۰۱۴)
- سسمی استریت (۲۰۱۱–۱۲)
- غیب‌گو (مجموعه تلویزیونی) (۲۰۱۴)
- جوان‌تر (۲۰۱۵-اکنون)
- ابتدایی (مجموعه تلویزیونی) (۲۰۱۵)
- همسر خوب (۲۰۱۶)